# Tigran Gharamian
Tigran Gharamian (armenisch Տիգրան Ղարամյան; * 24. Juli 1984 in Jerewan) ist ein französischer Schachgroßmeister, der bis 2004 für Armenien gespielt hat.
Gharamian siegte oder belegte vordere Plätze in mehreren Turnieren: 1. Platz beim TIPC Turnier in Charleroi (2007) und 1-3. Platz beim 15. Open „Honour To National Resistance“ in Nikea (2007). Im August 2018 gewann er in Nîmes die französische Landesmeisterschaft.
Seit Juni 2009 trägt er den Großmeister-Titel. Die Normen hierfür erzielte er im April 2006 beim 25. internationalen Turnier in Metz, im August 2007 beim 7. Tournoi des Maîtres in Charleroi sowie im Dezember 2008 beim 25. Open in Böblingen. Alle Normen wurden mit Übererfüllung erzielt.
Er war Mitglied der französischen Mannschaft bei der Europameisterschaft 2017 in Limenas Chersonisou.
In der deutschen Schachbundesliga spielte Gharamian von 2008 bis 2012 für den SC Remagen, seit der Saison 2014/15 spielt er beim SK Schwäbisch Hall. In der französischen Top 16 beziehungsweise Top 12 spielte er in der Saison 2003/04 für Lille Echiquier du Nord, in der Saison 2011/12 für L’Echiquier Deauvillais, in der Saison 2013/14 für Évry Grand Roque und 2016 für Nice Alekhine. In der belgischen Interclubs spielte Gharamian von 2005 bis 2014 für die Mannschaft von Cercle des Echecs de Charleroi, in der er in der Saison 2016/17 erneut spielt. Er wurde mit Charelroi 2012 belgischer Mannschaftsmeister und nahm mit dem Verein 2008 am European Club Cup in Kallithea teil, wo er das beste Einzelergebnis am Spitzenbrett erreichte. In der Saison 2014/15 spielt er in Belgien für die Schachfreunde Wirtzfeld.